# Obitelj Fırıldak
Obitelj Fırıldak (tr. Fırıldak Ailesi) su animirana TV serija. Prvi je put prikazana na televiziji 11. veljače 2013. godine.